# Sergej Ivanovitsj Medvedev
Sergej Ivanovitsj Medvedev (Russisch: Сергей Иванович Медведев) (Charkov, 16 januari 1899 - aldaar, 16 april 1979) was een Russisch entomoloog.
Sergej Medvedev is een van de meest bekende Russische keverdeskundigen van de 20e eeuw. Hij had een brede belangstelling voor het hele entomologische vakgebied maar later in zijn carrière concentreerde hij zich voornamelijk  op de systematiek van de groep van de bladsprietkevers (Scarabaeidae). Hij publiceerde meer dan 200 artikelen en zijn belangrijkste werken waren: 5 delen in de serie Fauna van de Sovjet-Unie en Sleutel tot Larven van Scarabaeoidea van de Sovjet-Unie, een sleutel voor de determinatie van de bladsprietkeverlarven. Medvedev was ook een zeer verdienstelijk illustrator; hij illustreerde zijn eigen publicaties en maakte ook tekeningen voor andere entomologen.     
- International Standard Name Identifier: 0000 0003 9870 2539
- Nationale Bibliotheek van Letland: 000103098
- Nationale Bibliotheek van Tsjechië: mub20191025753
- Nederlandse Thesaurus van Auteursnamen: 164154639
- Virtual International Authority File: 305963217
- WorldCat: E39PBJckKbRrYgVYB8HkPP8Qv3